# Chlenias serina
Chlenias serina là một loài bướm đêm trong họ Geometridae.